# 엷은색창코박쥐
엷은색창코박쥐(Phyllostomus discolor)는 주걱박쥐과(신세계잎코박쥐류)에 속하는 박쥐의 일종이다. 남아메리카와 중앙아메리카에서 발견된다.

## 특징
엷은색창코박쥐는 비교적 튼튼한 박쥐이다. 성체의 전체 몸길이는 8~11cm, 평균 날개폭은 42cm이다. 수컷의 평균 몸무게는 45g으로 암컷의 40g에 비해 훨씬 크다. 몸의 털 대부분이 엷은 누르스름한 갈색부터 좀더 진한 거의 검은 색까지 다양한 색을 띤다. 가슴과 복부 쪽은 거의 흰색부터 탈색된 회색까지 더 연한 색을 다양하게 띤다. 날개는 크고, 끝이 둥글며 평균 종횡비는 7.13이고 익면하중은 13.6Pa이다.

## 분포 및 서식지
엷은색창코박쥐는 멕시코] 남부부터 페루 북부와 볼리비아, 파라과이까지 그리고 브라질 남동부에 걸쳐 분포한다. 아르헨티나 북단에서도 발견된 기록이 있지만, 현재는 사라진 단 한점의 표본에 기초한 것이서 논란이 있다. 해발 고도 최대 610m 높이의 저지대 숲과 농경지에서 서식한다.
2종의 아종이 알려져 있지만, 이 두 종이 서로 구별되는 아종인지는 의문의 여지가 있다.
- Phyllostomus discolor discolor - 콜롬비아 대부분의 지역, 에콰도르 동부, 베네수엘라, 기아나, 볼리비아, 페루, 파라과이 그리고 브라질[4]
- Phyllostomus discolor verrucosus - 멕시코, 중앙아메리카 그리고 콜롬비아 및 안데스 산맥의 에콰도르 서부 지역[4]